# 魏尚
魏 尚（ぎ しょう、生没年不詳）は、中国の前漢のときに北方辺境の防衛に尽くした地方官である。右扶風槐里県の人。雲中郡の郡守として匈奴を防ぎ、いったんは罷免されたが文帝14年（紀元前166年）に元に復帰した。

## 略歴
以下の馮唐の弁護によってのみ知られる。
雲中守であった魏尚は、軍の市にかけた税をすべて士卒に分け与え、自分の銭で5日に1度牛を殺して賓客・軍吏・舎人に饗した。そのため匈奴は雲中郡を避けた。一度侵入があったが、魏尚は軍勢を率いて匈奴を撃破し多くを殺した。功績を報告するときに敵の首の数を6つ間違えたため、爵を削られ、罰作に服した。
文帝14年（紀元前166年）に匈奴が安定郡朝那県から侵入したとき、事態を憂えた文帝に問われた馮唐は、上の事情を話し、士卒に対する罰が過剰だと説いた。文帝は即座に魏尚を赦し、ふたたび雲中守とした。